# Шайдурово (Новосибірська область)
Шайдурово (рос. Шайдурово) — село у Сузунському районі Новосибірської області Російської Федерації.
Входить до складу муніципального утворення Шайдуровська сільрада. Населення становить 1050 осіб (2010).

## Історія
Згідно із законом від 2 червня 2004 року органом місцевого самоврядування є Шайдуровська сільрада.

## Населення
| 2002 | 2007  | 2010  |
| ---- | ----- | ----- |
| 921  | ↗1026 | ↗1050 |